# Danio bleu
Danio kerri
Espèce
Statut de conservation UICN

 LC  : Préoccupation mineure
Le Danio bleu ou danio kerri (Danio kerri) est une espèce de poisson de la famille des Cyprinidae. On le trouve en Thaïlande dans l'archipel de Ko Yao, dans les îles Ko Yao Yai (thaï : เกาะ ยาว ใหญ่) et Ko Yao Noi (เกาะ ยาว น้อย) (litt. grande île longue et petite île longue).
C'est un petit poisson omnivore qui mesure 5 cm de long.